# Pesi massimi
I pesi massimi sono una categoria di peso del pugilato che riunisce i pugili professionisti che superano le 200 libbre (90,72 kg). Nei dilettanti la categoria corrispondente prende il nome di supermassimi. 
Storicamente, la categoria riuniva i pugili più pesanti, senza limiti di peso, per i professionisti, nel 1920 venne fissato il limite minimo di 175 libbre (79,38 kg). Negli anni ottanta è stata invece istituita una categoria intermedia tra i massimi e i mediomassimi, quella dei pesi massimi leggeri, il cui limite di peso è di 200 libbre (90,72 kg)
Anche nei dilettanti, alle Olimpiadi di Los Angeles del 1984 ci fu una scissione della categoria con il limite fissato a 91 kg (200,2 libbre), ma a differenza dei professionisti venne rinominata quella maggiore in super massimi lasciando la definizione di pesi massimi a quella dedicata ai pugili più leggeri corrispondente ai massimi leggeri dei professionisti.

## Limiti di peso
Nel pugilato moderno il peso dei contendenti non deve superare:
- professionisti: senza limiti
- dilettanti: senza limiti

## Campioni professionisti

### Uomini
Dati aggiornati al 1 maggio 2023. Fonte: BoxRec.
| Federazione | Dal               | Campione       | Record         | Difese | Prossima sfida | Avversario (record) |
| ----------- | ----------------- | -------------- | -------------- | ------ | -------------- | ------------------- |
| WBA         | 25 settembre 2021 | Oleksandr Usyk | 21-0-0 (14 KO) | 3      | TBD            |                     |
| WBC         | 18 maggio 2024    | Oleksandr Usyk | 21-0-0 (14 KO) | 0      | TBD            |                     |
| WBO         | 25 settembre 2021 | Oleksandr Usyk | 21-0-0 (14 KO) | 3      | TBD            |                     |
| IBF         | 25 settembre 2021 | Oleksandr Usyk | 21-0-0 (14 KO) | 3      | TBD            |                     |
| The Ring    | 20 agosto 2022    | Oleksandr Usyk | 21-0-0 (14 KO) | 2      | TBD            |                     |

## Campioni olimpici dei pesi massimi
- 1904 –  Sam Berger
- 1908 –  Albert Oldman
- 1920 –  Ronal Rawson
- 1924 –  Otto von Porat
- 1928 –  Arturo Rodríguez
- 1932 –  Santiago Lovell
- 1936 –  Herbert Runge
- 1948 –  Rafael Iglesias

- 1952 –  Ed Sanders
- 1956 –  Pete Rademacher
- 1960 –  Francesco De Piccoli
- 1964 –  Joe Frazier
- 1968 –  George Foreman
- 1972 –  Teófilo Stevenson
- 1976 –  Teófilo Stevenson
- 1980 –  Teófilo Stevenson

## Campioni olimpici dei pesi supermassimi
- 1984 –  Tyrell Biggs
- 1988 –  Lennox Lewis
- 1992 –  Roberto Balado
- 1996 –  Volodymyr Klyčko
- 2000 –  Audley Harrison
- 2004 –  Alexander Povetkin
- 2008 –  Roberto Cammarelle
- 2012 –  Anthony Joshua
- 2016 –  Tony Yoka
- 2020 –  Bahodir Jalolov
- 2024 –  Bahodir Jalolov